# José Ángel Rojo
José Ángel Rojo Arroita, (Bilbao, Vizcaya, 19 de marzo de 1948) es un exfutbolista español que se desempeñaba como centrocampista. Disputó 192 partidos en Primera División entre el Athletic Club (143) y el Racing de Santander (49).
Es el hermano menor del también profesional del fútbol Txetxu Rojo.

## Clubes
| Club                          | País   | Año       |
| ----------------------------- | ------ | --------- |
| Sociedad Deportiva Indautxu   | España | 1968-1969 |
| Bilbao Athletic               | España | 1969-1970 |
| Athletic Club                 | España | 1970-1977 |
| Real Racing Club de Santander | España | 1977-1980 |

## Palmarés
| Título                | Club          | País   | Año  |
| --------------------- | ------------- | ------ | ---- |
| Copa del Generalísimo | Athletic Club | España | 1973 |

## Selección española
- 1 vez internacional con España. Fue en Estambul, el 17 de octubre de 1973, contra Turquía.